# 충청일보
충청일보(忠淸日報)는 대한민국 충청북도 청주시에서 발매하는 일간 조간 신문이다.

## 연혁
- 1946년 3월 1일 국민일보[1] 창간
- 1954년 3월 15일 충청신보 발간
- 1957년 8월 29일 사옥 이전 (청주시 남문로 2가 81번지)
- 1960년 8월 15일 충청신보에서 충청일보의 제호 변경
- 1970년 10월 18일 충청방송 주식회사 설립 및 발족
- 1977년 8월 24일 지령 1만호 돌파
- 1977년 7월 17일 사옥 이전 (청주시 사창동 260-2번지)
- 1981년 3월 1일 청주문화방송(現 MBC충북 청주방송국) 분리
- 1981년 4월 14일 사옥 이전 (청주시 사창동 304번지)
- 1991년 11월 26일 CTS기 도입
- 1997년 9월 1일 조간으로 전환
- 1998년 인터넷 전자신문 마이넷 개통
- 2008년 사옥 이전 (충청북도 청주시 흥덕구 직지대로 769 (운천동 1113번지))
- 2014년 5월 22일 지령 2만호 돌파

## 역대 대표이사
- 이석훈 사장 (1973년 7월 9일 ~ 1993년 9월 12일)
- 김재휘 사장 (1993년 9월 13일 ~ 1995년 9월 11일)
- 조성상 사장 (1995년 9월 11일 ~ 2007년 2월 28일)
- 이규택 회장 (2007년 3월 1일 ~ 2021년 10월 8일)

## 통계
| 발행 부수(충북)               | 발행 부수(충북) | 발행 부수(충북) |
| 2015년                        | 2017년          | 비고            |
| ----------------------------- | --------------- | --------------- |
| 6,660                         | 6,129           |                 |
| 출처: 한국ABC협회, 미디어오늘 |                 |                 |